# Ergersheim (Mittelfranken)
Ergersheim (fränkisch: Argeschi) ist eine Gemeinde im Landkreis Neustadt an der Aisch-Bad Windsheim (Mittelfranken, Bayern).

## Geografie

### Geografische Lage
Das südwestliche Gemeindegebiet besteht aus Acker- und Grünflächen und wird vom Seenheimer Mühlbach, einem linken Zufluss der Rannach, durchflossen. Das nordöstliche Gemeindegebiet besteht aus Waldflächen mit Erhebungen, die zu den Ausläufern des Steigerwaldes zählen. Es ist größtenteils ein Naturschutzgebiet.

### Gemeindegliederung
Die Gemeinde hat sechs Gemeindeteile (in Klammern ist der Siedlungstyp angegeben):
- Ergersheim (Pfarrdorf)
- Ermetzhofen (Pfarrdorf)
- Kellermühle (Einöde)
- Neuherberg (Kirchdorf)
- Obermühle (Einöde)
- Seenheim (Pfarrdorf)

Ermetzhofen Bahnhof zählt zum Gemeindeteil Neuherberg und Rummelsmühle zum Gemeindeteil Ergersheim.
Es gibt auf dem Gemeindegebiet die Gemarkungen Ergersheim, Ermetzhofen, Neuherberg und Seenheim. Die Gemarkung Ergersheim hat eine Fläche von 14,303 km². Sie ist in 1374 Flurstücke aufgeteilt, die eine durchschnittliche Fläche von 10410,10 m² haben.

### Nachbargemeinden
Nachbargemeinden sind (von Norden beginnend im Uhrzeigersinn): Markt Nordheim, Bad Windsheim, Burgbernheim, Gallmersgarten, Uffenheim.

## Geschichte
Archäologische Spuren früher Siedlungstätigkeit wurden an zahlreichen Stellen auf dem Gemeindegebiet gefunden, unter anderem bedeutende jungneolithische Siedlungsspuren auf dem Dachsberg und dem Dolinenfeld Am Hahnenbuck.
Der Ort wurde in einer Urkunde, die im Zeitraum von 780 bis 802 entstand, als „Argisesheim“ erstmals erwähnt. Am 25. Dezember 822 wurde er in einer Urkunde des Kaisers Ludwig des Frommen als „Angaranheim“ erwähnt. Die heutige Form findet sich erstmals in einer Urkunde aus der zweiten Hälfte des 12. Jahrhunderts. Das Bestimmungswort des Ortsnamens ist Harigēr, der Personenname des Siedlungsgründers.
Im Mittelalter und in der Frühen Neuzeit hatte der Deutschorden das Patronat in Ergersheim. Unter Pfarrer Eucharius Lützmann wurde dennoch die Reformation nach der markgräflichen Kirchenordnung eingerichtet. Lützmann heiratete danach.
Gegen Ende des 18. Jahrhunderts gab es in Ergersheim 129 Anwesen. Das Hochgericht übte das ansbachische Oberamt Uffenheim aus. Das Kasten- und Stadtvogteiamt Uffenheim war Grundherr von 36 Anwesen.
Von 1791 bis 1806 waren die fränkischen Markgrafschaften und damit auch Ergersheim preußisches Territorium. Von 1797 bis 1808 unterstand der Ort dem Justiz- und Kammeramt Uffenheim. 1806 kam der Ort an das Königreich Bayern. Mit dem Gemeindeedikt (frühes 19. Jahrhundert) wurde der Steuerdistrikt Ergersheim gebildet. Zu diesem gehörten Rummelsmühle, Seemühle und Wiebelsheim. Wenig später entstand die Ruralgemeinde Ergersheim, zu der Rummelsmühle und Seemühle gehörten. Sie war in Verwaltung und Gerichtsbarkeit dem Landgericht Uffenheim zugeordnet und in der Finanzverwaltung dem Rentamt Uffenheim (1919 in Finanzamt Uffenheim umbenannt). Ab 1862 war das Bezirksamt Uffenheim für die Verwaltung der Gemeinde zuständig (1939 in Landkreis Uffenheim umbenannt). Die Gerichtsbarkeit blieb beim Landgericht Uffenheim (1879 in Amtsgericht Uffenheim umbenannt), seit 1973 ist das Amtsgericht Neustadt an der Aisch zuständig. Die Gemeinde hatte 1964 eine Gebietsfläche von 14,357 km².

### Eingemeindungen
Anlässlich der Gebietsreform in Bayern wurde am 1. Januar 1974 die Gemeinde Ermetzhofen eingegliedert. Diese hatte am 1. Januar 1972 die Orte Neuherberg und Seenheim aufgenommen.

### Einwohnerentwicklung
Im Zeitraum 1988 bis 2018 stieg die Einwohnerzahl von 1025 auf 1071 um 46 Einwohner bzw. um 4,5 %.
Gemeinde Ergersheim
| Jahr      | 1987   | 2007   | 2008   | 2009   | 2010   | 2011   | 2012   | 2013   | 2014   | 2015   | 2016   | 2017   | 2018   |
| Einwohner | 1047   | 1138   | 1136   | 1105   | 1093   | 1127   | 1113   | 1121   | 1077   | 1086   | 1111   | 1079   | 1071   |
| Häuser    | 276    |        |        |        |        |        |        | 345    | 346    | 346    | 345    | 345    | 345    |
| Quelle    | [ 20 ] | [ 21 ] | [ 21 ] | [ 21 ] | [ 21 ] | [ 21 ] | [ 21 ] | [ 21 ] | [ 22 ] | [ 22 ] | [ 22 ] | [ 22 ] | [ 23 ] |

Ort Ergersheim (= Gemeinde Ergersheim bis zur Gebietsreform)
| Jahr      | 1818   | 1840   | 1852   | 1855   | 1861   | 1867   | 1871   | 1875   | 1880   | 1885   | 1890   | 1895   | 1900   | 1905   | 1910   | 1919   | 1925   | 1933   | 1939   | 1946   | 1950   | 1952   | 1961   | 1970   | 1987   | 2014   |
| Einwohner | 637    | 746    | 808    | 822    | 763    | 729    | 718    | 716    | 722    | 769    | 740    | 709    | 688    | 699    | 668    | 646    | 622    | 613    | 587    | 842    | 840    | 750    | 579    | 554    | 555    | 653    |
| Häuser    | 150    | 143    |        |        |        |        | 155    |        |        | 158    | 146    |        | 146    |        |        |        | 143    |        |        |        | 140    |        | 142    |        | 142    |        |
| Quelle    | [ 14 ] | [ 24 ] | [ 25 ] | [ 25 ] | [ 26 ] | [ 27 ] | [ 28 ] | [ 29 ] | [ 30 ] | [ 31 ] | [ 32 ] | [ 25 ] | [ 33 ] | [ 25 ] | [ 34 ] | [ 25 ] | [ 35 ] | [ 25 ] | [ 25 ] | [ 25 ] | [ 36 ] | [ 25 ] | [ 16 ] | [ 37 ] | [ 20 ] | [ 38 ] |

## Politik
Die Gemeinde ist Mitglied der Verwaltungsgemeinschaft Uffenheim.

### Gemeinderat
Die Kommunalwahl am 15. März 2020 führte zu einer seit 2008 und 2014 unveränderten Sitzverteilung im Gemeinderat (Vergleich zu 2014):
- Freie Wählergemeinschaft Ergersheim 7 Sitze (± 0)
- Wählergemeinschaft Gemeinde Ermetzhofen 5 Sitze (± 0)

### Bürgermeister
Seit Mai 2014 ist Dieter Springmann (* 1958) (Freie Wählergemeinschaft Ergersheim) Erster Bürgermeister. Er wurde am 15. März 2020 mit 96,6 % der Stimmen wiedergewählt.

### Wappen und Flagge
Wappen
| | Blasonierung: „Geviert von Silber und Schwarz; in 1: ein durchgehendes schwarzes Tatzenkreuz, belegt mit einem silbernen Lilienkreuz mit goldenen Lilien, in 4: ein achtspitziges rotes Kreuz.“ |
| Wappenbegründung: Die Zollernvierung erinnert damit an die Landesherrschaft der Markgrafen von Brandenburg-Ansbach im Gemeindegebiet. Das Tatzenkreuz ist die Wappenfigur des Deutschen Ordens und verweist auf dessen Grundherrschaft im Ort. Das achtspitzige Kreuz ist dem Wappen des Johanniterordens entnommen und erinnert an dessen Grundherrschaft im Gemeindegebiet. Dieses Wappen wird seit 1984 geführt. | |

Flagge
Die Gemeindeflagge ist weiß-schwarz-gelb.

### Gemeindepartnerschaften
- Ergersheim (Bas-Rhin) in Frankreich

## Sport
Der Sportverein Ergersheim bietet in verschiedenen Sparten Möglichkeiten der sportlichen Betätigung an. Bisweilen werden 328 Mitglieder (Stand: 2007) geführt, die sich in den Tischtennis-, Aerobic- und Fußballabteilungen engagieren.

## Wirtschaft und Infrastruktur

### Weinbau
Ergersheim ist ein fränkischer Weinort, der an der Mittelfränkischen Bocksbeutelstraße liegt. Am Ergersheimer Altenberg werden auf einer Fläche von etwa 15 Hektar folgende Rebsorten angebaut: Müller-Thurgau, Silvaner, Bacchus, Blauer Silvaner, Rieslaner und Ortega als weiße Rebsorten und Domina, Spätburgunder, Frühburgunder, Dornfelder und Cabernet Dorsa als rote Rebsorten.
Alljährlich findet am dritten Wochenende im Juni ein Straßenweinfest mitten im Ort statt.
Ein Tag rund um die Ergersheimer Weinberge („Ergersheimer Weinberge erleben und genießen“) lädt ein, die abwechslungsreiche Natur um Ergersheim näher kennenzulernen und dabei die Weine des Ergersheimer Altenbergs zu genießen.

### Verkehr
Die Staatsstraße 2252 führt nach Neuherberg zur Bundesstraße 13 (3,3 km westlich) bzw. an Wiebelsheim vorbei zur Bundesstraße 470 bei Bad Windsheim (5,1 km südöstlich). Gemeindeverbindungsstraßen führen nach Pfaffenhofen (1,7 km südwestlich), nach Buchheim (1,7 km südlich) und nach Seenheim (2,5 km nordwestlich).

## Sonstiges

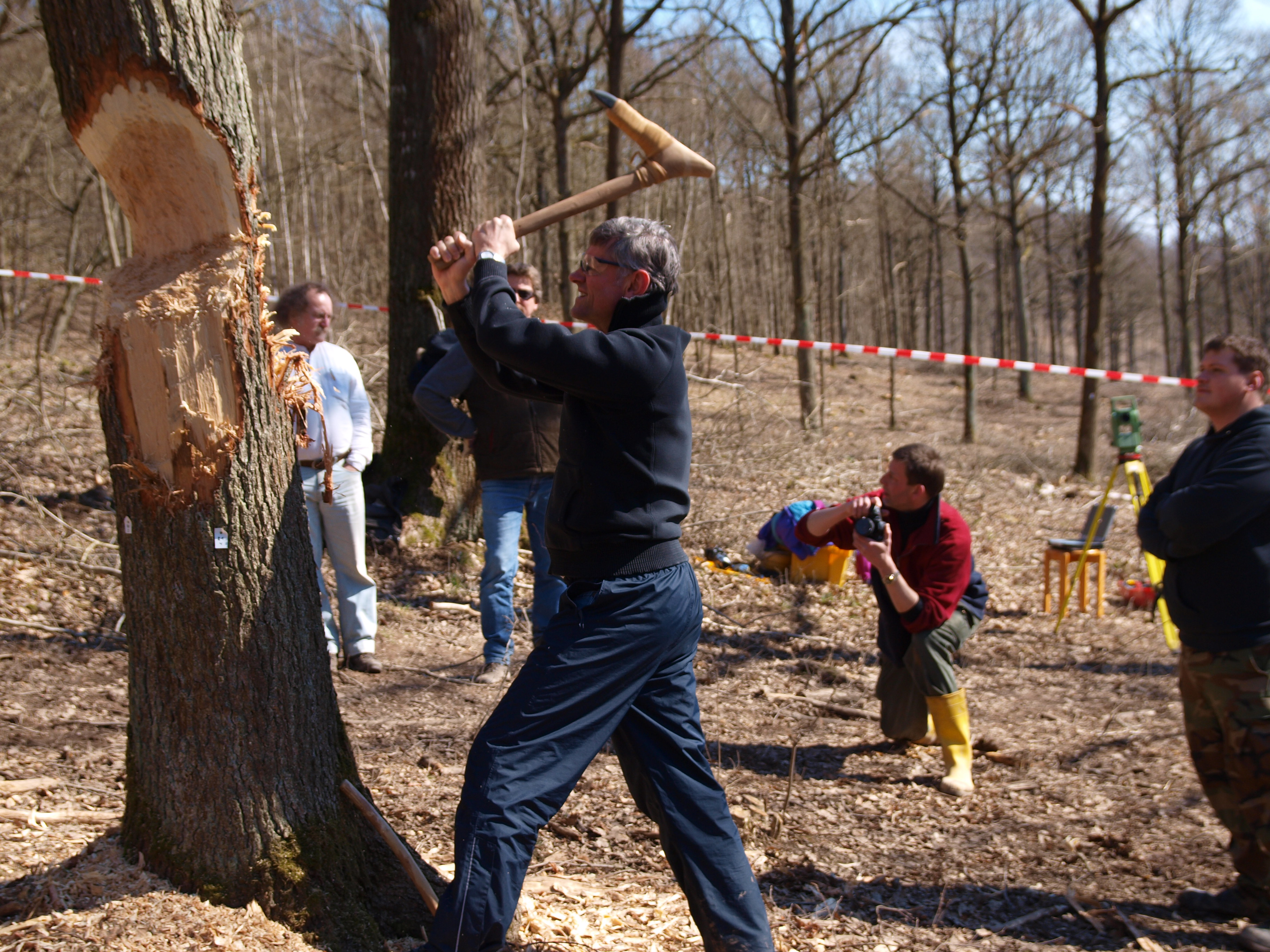
Fällversuch mit einem Dechsel beim Ergersheimer Experiment im März 2011

Seit 2011 finden jährlich im März die „Ergersheimer Experimente“ im gemeindeeigenen Rechtlerwald statt. Es handelt sich um eine fortlaufende Reihe archäologischer Experimente erprobt praktisch neolithische Baumfäll- und Holzbearbeitungstechniken mit nach archäologischen Befunden rekonstruierten steinzeitlichen Werkzeugen. Die aufeinander aufbauenden Experimente werden von Wissenschaftlern verschiedener Institutionen, zusammen mit Archäotechnikern und interessierten Laien durchgeführt. Die Ergebnisse dieser Versuche werden in internationalen Fachpublikationen veröffentlicht.